# Hateen
Hateen é uma banda de rock brasileira formada em 1994 em São Paulo, por Rodrigo Koala, Japinha e Cesinha Santisteban.
A banda tem sete álbuns gravados (os quatro primeiros com todas as músicas em inglês) e um DVD ao vivo. A partir do quinto álbum, Procedimentos de Emergência, lançado em 2006, a banda passou a incluir músicas em português no seu repertório, influenciados pelo sucesso das composições feitas por Rodrigo Koala para a banda CPM 22.

## História
A banda lançou seu primeiro álbum em 1996, intitulado Hydrophobia.
Em 2000, é lançado o segundo álbum, Dear Life. Alguns meses após o lançamento do álbum, o baixista Cesinha Santisteban foi substituído por Fernando Sanches.
No Natal de 2001, gravam a música Teenage X-Mas Song, incluída no CD de Natal do Hangar 110, tradicional casa de shows de rock de São Paulo, onde em 2002, gravaram seu primeiro álbum ao vivo, More Live Than Dead.
Em 2004, a banda lança seu terceiro álbum de estúdio, Loved.
Em 2006, a banda parte para uma nova fase com a inclusão de composições em português e o lançamento do álbum Procedimentos de Emergência, agora pelo selo Arsenal Music, com a distribuição da Universal Music e a produção de Rick Bonadio. O primeiro single, "1997", dominou as rádios de pop rock em todo o país e o videoclipe, com direção de Mauricio Eça, Tony Tiger e Fabrizio Martinelli, bateu o 1º lugar do Top 20 Brasil da MTV Brasil, principal parada de videoclipes do país. O segundo single do álbum foi a canção "Quem Já Perdeu Um Sonho Aqui?", música que fez a banda ganhar diversos prêmios como "Artista Revelação" do MTV Video Music Brasil 2006.
Em 2007, sem Japinha e Fernando Sanches, a banda aceitou o convite da MTV Brasil e participou do projeto MTV ao Vivo: 5 Bandas de Rock, ao lado das bandas Forfun, Fresno, Moptop e NX Zero. Deste projeto, a banda lançou o single "Minha Melhor Invenção", música que foi bem executada nas rádios e em emissoras musicais de todo o Brasil.
Após este período, a banda se desligou da grande mídia e dedicou-se a produção e criação de um álbum para o final de 2009. Após o sucesso "Não Existe Adeus", o guitarrista Fabrizio Martinelli anunciou sua saída da banda, justo quando o Hateen estava prestes a entrar em estúdio. Uma de suas explicações devido a sua saída da banda, é que nos últimos três anos a banda não esteve muito presente na mídia, além do guitarrista estar trabalhando como diretor de especiais musicais da MTV, como o Acústico MTV, MTV ao Vivo, MTV Apresenta e garantiu que sua saída não está relacionada a brigas e desavenças.
Com a saída de Fabrizio, Sonrisal assume o posto de guitarrista e entra Karacol como novo baixista. A banda voltou a chamar a atenção na mídia com a participação de um chat no portal R7, esclarecendo dúvidas sobre boatos da saída da banda da gravadora Arsenal Music, sendo que na página na internet da gravadora, o Hateen não está no casting de artistas do selo. Além disso, eles garantiram que um novo álbum, com o título provisório de O Segundo Sexto, seria lançado até o fim de 2011. No chat a banda esclareceu sobre a saída de Fabrizio, "O Fabrizio já não estava feliz com a banda estar meio em baixa, trabalhando demais, muito tempo sem lançar nada e como ele já tinha um projeto em andamento, preferiu sair. Desejamos toda a sorte pra ele também. A banda é bem legal.". E acrescentou dizendo sobre como a banda se sente com as trocas de integrantes, "É importante dizer, todo mundo que tem banda sabe, que toda troca de integrante por mais que pareça uma perda, é uma renovação muito grande de energia."
Após o lançamento da versão demo de "Um Pouco Mais de Tempo", Karacol deixou o grupo e os fãs no final de 2010. Com sua saída, entra em seu lugar, o baixista Leon Luthier e em novembro de 2010, a banda oficializou sua saída da gravadora Arsenal Music, e a banda volta a trabalhar de maneira independente.
Após cinco anos sem lançar um álbum e a troca de integrantes, em agosto de 2011 se iniciaram as gravações do novo álbum, Obrigado Tempestade, gravado em poucas semanas e produzido por Lampadinha. Logo após o fim das gravações do álbum, o baterista Xim deixa a banda e é substituído por Japinha, também baterista do CPM 22, que volta a tocar no Hateen após cinco anos de ausência. No dia 8 de novembro de 2011 foi lançado o primeiro single do novo álbum, a faixa-título Obrigado Tempestade. O álbum foi lançado dia 11 de novembro de 2011.
Em 2014, Japinha deixo o grupo novamente para se dedicar apenas ao CPM 22. No seu lugar, entra o baterista Thiago Carvalho.
Em 17 de junho de 2016 lançam o álbum Não Vai Mais Ter Tristeza Aqui, pela Deckdisc nos streamings e pelo selo Hearts Bleed Blue em mídia física, com as participações especiais de Rodrigo Lima, vocalista da banda Dead Fish, e Dani Vellocet. O primeiro single e videoclipe deste trabalho foi a música "Passa o Tempo".
Em agosto de 2017, se apresentam no Oxigênio Hardcore Fest, em São Paulo, com as bandas Dance of Days e Ponto Nulo no Ceu. Em setembro, foram escolhidos pela banda The Get Up Kids para abrir seu show em São Paulo.
Em 22 de dezembro de 2017, a banda gravou o primeiro DVD da carreira em seu último show no Hangar 110, em São Paulo, intitulado Obrigado Hangar 110, lançado em 2018. O DVD foi financiado através de um crowdfunding no Catarse, onde os fãs receberam além do DVD, pacotes com conteúdos exclusivos da banda. No dia 23 de julho de 2020, o DVD foi disponibilizado na íntegra no canal oficial da banda no YouTube, e no dia 13 de agosto do mesmo ano, foi disponibilizado em áudio, em todas as plataformas de streaming.
De outubro a dezembro de 2022, realizam turnê com 19 datas pelo Brasil para comemorar aniversário do disco Obrigado Tempestade.
Em 29 de outubro de 2023, a banda encerrou o ano com um último show no Festival Casarão, em São Paulo. No mesmo dia do festival, outros artistas e grupos como Tuyo, Machete Bomb, Menores Atos também se apresentaram.

## Integrantes

### Formação atual
- Rodrigo Koala: vocal, guitarra (1994 - atualmente)
- Fábio Sonrisal: guitarra (2009 - atualmente), vocal de apoio (2006 - atualmente), baixo (2006 - 2009)
- Leon Luthier: baixo (2010 - atualmente)
- Rodrigo Monttorso: bateria (2022 - atualmente)

### Ex-integrantes
- Cesinha Santisteban: vocal, baixo (1994 - 2000)
- Japinha: bateria (1994 - 2006; 2011 - 2014)
- Boris Fratogianni: guitarra, vocais (1998 - 2000)
- Fernando Sanches: baixo (2000 - 2004; 2004 - 2006)[11]
- Fabrizio Martinelli: guitarra (2000 - 2009)
- André Abreu: baixo (2004)
- Fábio Xim: bateria (2006 - 2011)
- Karacol: baixo (2009 - 2010)
- Thiago Carvalho: bateria (2014 - 2022)

## Discografia
- (1996) Hydrophobia
- (2000) Dear Life
- (2002) More Live Than Dead
- (2004) Loved
- (2006) Procedimentos de Emergência
- (2007) MTV ao Vivo: 5 Bandas de Rock (com Forfun, Fresno, Moptop e NX Zero) (também lançado em DVD)
- (2011) Obrigado Tempestade
- (2016) Não Vai Mais Ter Tristeza Aqui
- (2018) Obrigado Hangar 110 (também lançado em DVD)